# Operon
Ein Operon ist eine Funktionseinheit der DNA von Prokaryoten und manchen Eukaryoten sowie der von Bakterien abgeleiteten Organellen wie den Plastiden (siehe Endosymbiontentheorie).

Prokaryotisches Operonmodell

Die funktionelle Einheit eines Operons besteht aus Promotor, Operator(en) und mehreren (Struktur-)Genen, die für Proteine mit typischerweise verwandten Funktionen codieren. Je nach Operon können verschiedene regulatorische Proteine als Repressoren oder als Aktivatoren mit den Operatoren in Wechselwirkung treten und dadurch die Transkription der Gene im Operon an- oder abschalten. Dies hängt jeweils wiederum ab von Wechselwirkungen mit von der Zelle gebildeten oder aufgenommenen Stoffen (Liganden oder Effektormolekülen). Dadurch kann die Synthese der betreffenden mRNA (messenger-RNA) aktiviert oder gehemmt werden, indirekt also auch die Translation der codierten Proteine. 

## Genregulation
Gewöhnlich werden alle Gene eines Operons koordiniert reguliert. Dabei wird eine positive von einer negativen Regulation unterschieden. Bei der positiven Regulation benötigt die RNA-Polymerase einen Aktivator, der an die DNA bindet, damit die Transkription erfolgen kann. Bei der Negativen Regulation bindet ein Repressor an die DNA und die RNA-Polymerase kann das Gen nicht transkribieren.
Außerdem können bestimmte Metabolite die Aktivatoren und Repressoren aktivieren (Aktivator/Repressor kann an die DNA binden) oder inaktivieren (Aktivator/Repressor dissoziiert von DNA).
Von Induktion spricht man, wenn die Bindung des Metaboliten dazu führt, dass die Transkription (und damit Genexpression) erfolgen kann (Inaktivierung des Repressors bzw. Aktivierung des Aktivators). Dagegen bedeutet Repression, dass das Substrat eine Genexpression (Aktivator wird inaktiviert bzw. Repressor aktiviert) unterdrückt.

Inaktives lac-Operon

Das Operon-Modell der Genregulation wurde 1960 von den französischen Wissenschaftlern François Jacob und Jacques Monod u. a. anhand des lac-Operons von E. coli entwickelt und später erweitert. Für ihre Arbeiten auf diesem Gebiet erhielten sie 1965 den Nobelpreis für Physiologie oder Medizin.
Operons spielen auch eine wichtige Rolle als Werkzeuge der Gentechnik. Beliebige Gene lassen sich unter die Kontrolle der Regulationselemente eines Operons stellen und können so, z. B. im Falle des lac-Operons durch Zugabe des synthetischen Induktors IPTG (Isopropyl-β-D-thiogalactopyranosid), gezielt aktiviert werden.
Beispiele sind das lac-Operon, das trp-Operon und das ara-Operon.